# Анурогнатиды
Анурогнатиды (лат. Anurognathidae) — семейство мелких птерозавров, с короткими хвостами или бесхвостых, которые жили в Европе, Азии и Северной Америке в течение юрского периода.
Учёные, изучившие пикнофибры (pycnofibres) двух представителей семейства анурогнатид с помощью электронной микроскопии, выявили, что у «перьев» птерозавра была центральная нить и боковые ответвления. Всего выделили четыре типа пикнофибр, некоторые из них были у птерозавров почти такие же, как у динозавров, например как у целурозавра. Проведя филогенетический анализ учёные пришли к выводу, что нечто похожее на перья могло появиться у рептилий еще в среднем или даже в раннем триасе.

## Классификация

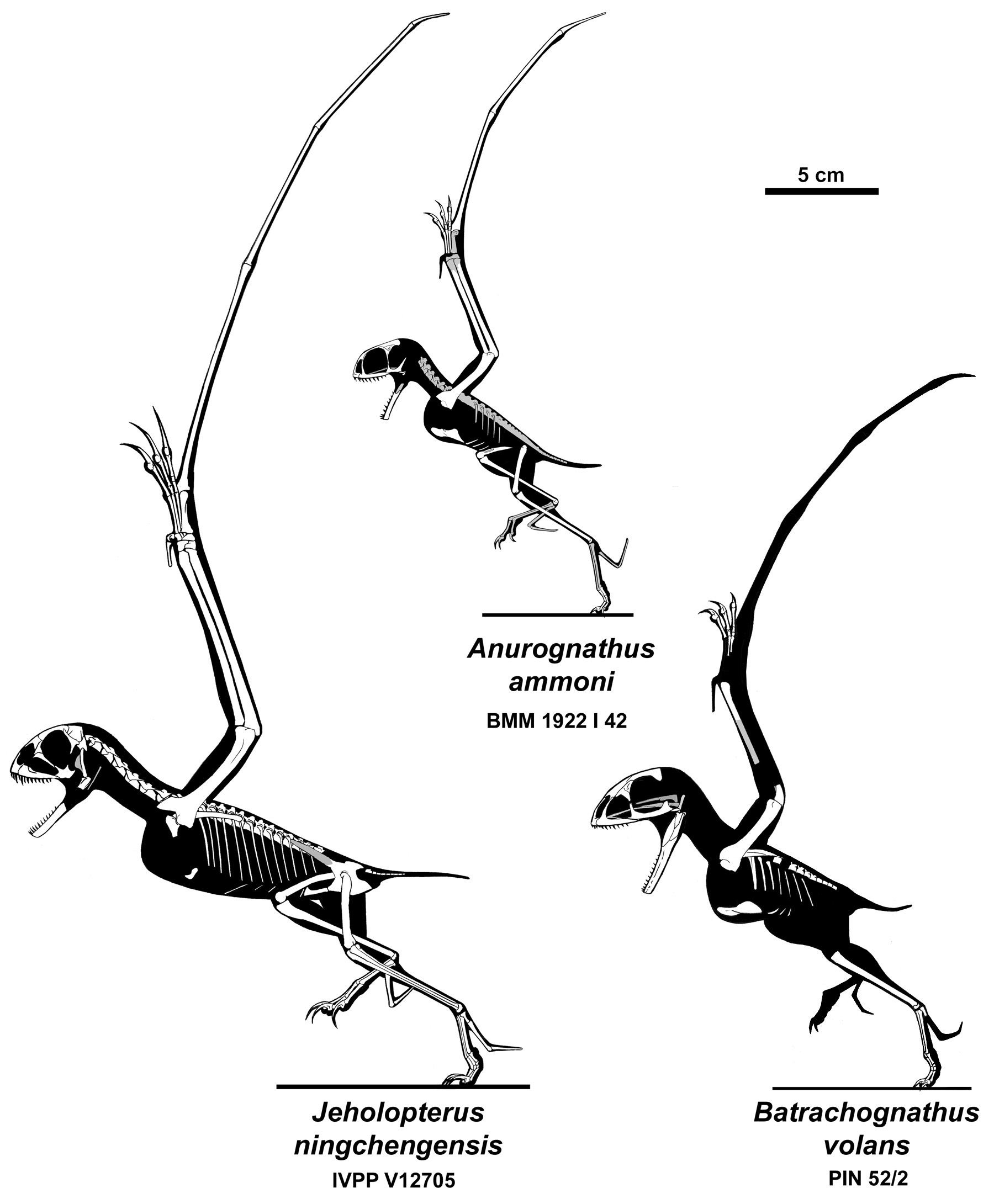
Скелеты некоторых анурогнатид

Название семейству анурогнатид дал в 1928 году венгерский палеонтолог Франц Нопча с анурогнатом в качестве типового рода. Название семейства впервые использовал Оскар Кун в 1967 году. Александр Келлнер и Дэвид Анвин в 2003 году определили группу в качестве узловой клады: последний общий предок анурогната и батрахогната и все их потомки.
Филогения анурогнатид является неопределённой. Некоторые анализы, например, проведённый Келлнером, определили им базальное местоположение в филогенетическом дереве птерозавров. Тем не менее, они имеют некоторые общие черты с производными птеродактилями, такие, как короткие и слившиеся кости хвоста. В анализе 2010 года Брайан Андрес указал анурогнатид в качестве сестринского семейства птеродактилоидов. Эта точка зрения согласуется с ископаемыми находками, поскольку более ранние анурогнатиды неизвестны и не требуют построения прочих родословных на период более 60 миллионов лет.
К семейству анурогнатид в настоящее время относят 6 родов:
- анурогнат (Anurognathus) из верхней юры Германии;
- батрахогнат (Batrachognathus) из верхней юры Казахстана;
- Dendrorhynchoides из средней юры Китая[4];
- Jeholopterus из средней и верхней юры Китая[5];
- Luopterus из средней юры Китая[6];
- Vesperopterylus из раннего мела Китая[7].

Беннет (2007) утверждал, что голотип Mesadactylus BYU 2024, сложный крестец, принадлежал анурогнатиду. Также сообщалось о находке неидентифицированных остатков анурогнатида в среднеюрской свите Бахар в Монголии.